# NDEL1
NDEL1 (англ. NudE neurodevelopment protein 1 like 1) – білок, який кодується однойменним геном, розташованим у людей на короткому плечі 17-ї хромосоми. Довжина поліпептидного ланцюга білка становить 345 амінокислот, а молекулярна маса — 38 375.
| 10         |  | 20         |  | 30         |  | 40         |  | 50         |
| ---------- |  | ---------- |  | ---------- |  | ---------- |  | ---------- |
| MDGEDIPDFS |  | SLKEETAYWK |  | ELSLKYKQSF |  | QEARDELVEF |  | QEGSRELEAE |
| LEAQLVQAEQ |  | RNRDLQADNQ |  | RLKYEVEALK |  | EKLEHQYAQS |  | YKQVSVLEDD |
| LSQTRAIKEQ |  | LHKYVRELEQ |  | ANDDLERAKR |  | ATIVSLEDFE |  | QRLNQAIERN |
| AFLESELDEK |  | ESLLVSVQRL |  | KDEARDLRQE |  | LAVRERQQEV |  | TRKSAPSSPT |
| LDCEKMDSAV |  | QASLSLPATP |  | VGKGTENTFP |  | SPKAIPNGFG |  | TSPLTPSARI |
| SALNIVGDLL |  | RKVGALESKL |  | AACRNFAKDQ |  | ASRKSYISGN |  | VNCGVLNGNG |
| TKFSRSGHTS |  | FFDKGAVNGF |  | DPAPPPPGLG |  | SSRPSSAPGM |  | LPLSV      |

A: Аланін

C: Цистеїн

D: Аспарагінова кислота

E: Глутамінова кислота

F: Фенілаланін

G: Гліцин

H: Гістидин

I: Ізолейцин

K: Лізин

L: Лейцин

M: Метіонін

N: Аспарагін

P: Пролін

Q: Глутамін

R: Аргінін

S: Серин

T: Треонін

V: Валін

W: Триптофан

Кодований геном білок за функціями належить до білків розвитку, фосфопротеїнів. 
Задіяний у таких біологічних процесах, як транспорт, диференціація клітин, нейрогенез, альтернативний сплайсинг. 
Локалізований у цитоплазмі, цитоскелеті, хромосомах, центромерах, кінетохорі.